# ときめきメモリアル3 〜約束のあの場所で〜
『ときめきメモリアル3 〜約束のあの場所で〜』（ときめきメモリアルスリー やくそくのあのばしょで、略称：『ときメモ3』）は、2001年（平成13年）12月20日、コナミ（現・コナミデジタルエンタテインメント）からPlayStation 2向けに発売された恋愛シミュレーションゲーム。『ときめきメモリアル』シリーズの第3作。製作会社はコナミコンピュータエンタテインメント東京。

## ゲームの特徴
基本的なゲームシステムとして勉強や部活などにとりくみ、主人公の能力値を高め意中の女の子キャラクターの理想の男の子になりデートを重ねて親しくなることで卒業の日に伝説の場所で女の子からの告白を受けるというこのシリーズのコンセプトは残っているが、前作以前の作品にはなかった要素が多く盛り込まれているのが特徴である。
- 登場キャラクターが3Dで造形されている。
登場キャラクターは前作までは静止画（2D）であったが今作では3Dで造形され、それをトゥーンレンダリングという技術でアニメ調に見せることでシリーズ伝統の画風を保っている。従来のシリーズでは静止画がまばたきや口パクをする程度であったキャラクター描写は3D化によって振り返る、飛び跳ねる、肩をすくめる、腕を振り上げるなどダイナミックになり、よりさまざまな表現が可能になった。
また、キャラクターの3D化は関連グッズの展開にあたってまったく同じ画風のグッズを安定して生産できる利点がある。従来の2Dキャラクターでは関連グッズの画風が担当したデザイナーによってよれてしまいブランドイメージを保つのが困難であり特に第1作の『ときめきメモリアル』の関連グッズ展開の際には大きな問題になったが、それを解決することができた。
- デートの際に着ていく服装を選べる。
センスのよい服を着ていくと女の子は喜び、逆の場合は怒ったりデートをすっぽかされてしまったりするようになった。
- 主人公の能力値が数字ではなく、レベルで表示される。
文系レベル15、理系レベル17、運動レベル13といった具合に表示されある程度自己研鑽を実行すると経験値がたまりレベルアップする。前作までは文系92、理系98、運動78のような表示がされており自己研鑽の実行で能力値そのものが上昇していた。
- パラメータの種類が変更された。
前作までは体調、文系、理系、芸術、運動、雑学、容姿、根性、ストレスの9種類だったが今作は下記の変更がされている。
  - 体調が体力に変更された。
  - 雑学が「趣味」コマンドで獲得する話題やアイテムの蓄積、容姿が上述のデートの際の服装選択に代替されたため廃止された。
  - 前作までは隠れパラメータだった部活経験値が「野球部：573」のような形で表示されるようになった。
- 女の子の情報の取得方法が変更された。
前作までは早乙女好雄、坂城匠という「情報屋の友人」に電話する事で女の子の電話番号、主人公への評価を取得できたが今作では電話番号は女の子本人、評価は知りたい女の子の友人の女の子に聞かなければ取得できない（但し評価は主人公の進級時だけ、今作の男の友人である白鳥正輝・矢部卓男のいずれかが教えてくれる。また、進級時に同じクラスになった女の子の電話番号は自動的に入手できる）。
- デートする場所の情報収集先が変更された。
前作まではゲーム内のタウン情報誌で情報を収集する形であったが、本作についてはゲーム内のインターネットで情報を収集する形になっている。
- オープニング、エンディングテーマをJ-POPアーティストであるZARDが担当した。
前作までは音楽担当スタッフが制作しメインとなるヒロインの担当声優がオープニング、グッドエンディングテーマを男友達の担当声優がバッドエンディングテーマを歌っていた。
- 前作『ときめきメモリアル2』で初めて搭載された女の子が任意の名前を呼んでくれるシステム・EVSは、会話や主人公への好感度などによってイントネーションが変わるなどの改良を施した上で今作にも搭載されている。EVSデータについては前作では追加データが別売りであったが、今作では登場する女の子全員分のデータが標準で収録された。
- 伏線の多さも今作の特徴である。主なものとして、今作の女の子の一人・和泉穂多琉についてはゲーム本編で告白されてエンディングを迎えても彼女に関するストーリーが完結しないなどがある。しかし、張られた伏線は一部未解決のままになっている。
- 今作では、女の子からの告白を受け入れると「スウィートエンディング」、それ以外の結末だと「ビターエンディング」となる。前作までのバッドエンディングとは異なり、ビターエンディングでもスタッフロールは流れる。セガサターン版『ときめきメモリアル 〜forever with you〜』のように女の子へ告白することはできないが、女の子からの告白を断ることはできる。断った場合はビターエンディングとなる。後述の通りスウィートエンディングとビターエンディングとでスタッフロール中に流れるテーマ曲が異なる。
- 開発資金の一部はゲームファンド ときめきメモリアル（ときメモファンド）によって集められた。スウィートエンディングのスタッフロールの後に、「出資者の皆様」としてときメモファンドの出資者の一覧が流れた。
- 前々作『ときめきメモリアル』と前作『ときめきメモリアル2』、また『ときめきメモリアル Girl's Side』シリーズが世界観を共有していたのに対し、今作は『1』・『2』・『Girl's Side』とは世界観を共有しない設定となった（人物設定で選択肢が狭くなる、登場人物を並べたときに違和感がある点などのため）。
しかし、前々作『1』と舞台が同一である後作『ときめきメモリアル4』には、運動部の全国大会の準決勝の試合相手として「もえぎの高校」が登場している。

## 今作の設定
ときめきメモリアルシリーズでは、恋愛に関する「伝説の場所」が学校の関連施設にある。その場所で卒業の日に女の子からの告白で生まれたカップルは永遠に幸せになれるという伝説が存在し「永遠に幸せな関係」を目指して女の子からの告白を主人公が待つという変わったロジックを支える、ゲームの根幹をなす設定になっている。また、過去2作に存在した下級生と年上のヒロインが本作には登場しない。
『ときめきメモリアル』では校庭のはずれにある伝説の樹、『ときめきメモリアル2』では校舎にある伝説の鐘と続いた伝説の場所は、今作では学校の旧通学路の途中にある桜の舞い散る伝説の坂になっている。
主人公や登場キャラクターは、架空の街で設定しているもえぎの市にある、架空の学校である私立もえぎの高校に通い、高校3年間を過ごす。普段の生活で自分を鍛えていき、最終的に"伝説の坂"で女の子から告白を受けるという、ゲーム全体の目的は過去2作を継承している。しかし過去2作と違うところが、主人公は伝説の存在を入学前から知っている設定となっている。

## 登場人物

### メインキャラクター
牧原 優紀子（まきはら ゆきこ）
声：神田朱未
本作のメインヒロインで、ロマンチックな思考を持つ心優しい女の子。ちとせから「ゆっこ」と呼ばれている。主人公とは小学・中学が同じで以前は目立たないお下げ髪の眼鏡をかけた少女だったが、高校に入ったのと同時に髪型をボブカット（おかっぱ）に眼鏡をコンタクトレンズにしてイメージチェンジすると男子生徒間での人気が急上昇する。だが本人は周囲の反応にとまどい気味となる。（小説版では初めてこの髪型をした際、ちとせから「ゆっこニューバージョン」と命名された）。性格は内気だが頑張り屋で、社交的に変身しようと努力している。みんなの人気者で、特にお年寄りに好かれている。近所の駄菓子屋のおばあちゃんの事が好きで、よくその駄菓子屋へ遊びに行っている。趣味はお菓子作り、ゲーム、占い。ハムスターなどの小動物が大好き。泣き虫でかなり子供っぽい上に、少々天然ボケ気味な所がある。部活は野球部・サッカー部・陸上部のいずれかのマネージャー（小説版では野球部に固定）。ちとせとは親友で、かずみとも仲が良い。
6歳年下の弟がいるがゲームには登場せず、小説版に登場する。
メインヒロインでありながら公式な人気投票で8人中7位になったことがある。
生年月日は1986年9月11日。血液型はO型。身長は158cm。趣味はお菓子作り、占い。
相沢 ちとせ（あいざわ ちとせ）
声：川口宰曜子
ノリがよくボケツッコミが大好きな関西弁少女。流行には敏感。ノリのいい性格で毎日楽しく暮らしているのだが、実は自分の将来や友達や親との関係に悩む繊細な一面を持つ。英語が得意で海外留学が夢。だが、その海外留学にしてもいろいろ悩みを持つ。猫の毛アレルギー持ち。牧原優紀子とは中学以来の親友である。交友範囲は広いようで正輝とのダブルデートでの呼び出しに彼女と理佳・万里・恵美・穂多琉と登場してくることもある。放送部所属（だが幽霊部員）。
生年月日は1986年6月8日、血液型はA型。身長は161cm。追っかけ、スキューバ旅行。
河合 理佳（かわい りか）
声：服部加奈子
アニメやゲームが好きで精神的に幼い女の子。勉強はよくでき、特に理系が得意。ロボットの研究をしていて、主人公のロボット（似てないのに他の人からはそっくりと言われる）を作ったりする。だが、真の目的は犬のロボを作ること。幼い頃に大きな犬「ふりくたー」を飼っていたが、自分のせいで亡くしてしまったため、自らの手で死ぬことがないペットを作ろうと考え、犬のロボット「メカふりくたー」を作ろうと決心した過去がある。だがそのため、動物などには一切触れようとしない。外見的にはメガネでみつあみ。万里、ちとせとは仲が良い。科学部所属。小説版では登場しない。
生年月日は1986年5月11日、血液型はB型。身長は155cm。趣味はメカ工作、マンガ・アニメ、ゲーム作成。
御田 万里（おだ まり）
声：橋本涼子
映画監督の父と女優の母をもち、自らも子役として有名なお嬢様。生まれたときから女優になるための英才教育を受けてきた生活を送りプライドが高く、勝ち気で意地っ張りな性格だが、実は淋しがり屋で悩み事などは他人に相談せずに内に溜め込むタイプ。「自分は女優になるために何かが足りないのでは？」という悩みを持ち、その答えを見つけるために演劇のエリートコースへは進まず、もえぎの高校へ両親の反対を押し切って入学してきた。両親が有名な人物であるが、そのことで興味本位に近づかれることを嫌っている。本格的に俳優になるため演劇に情熱を注いでいるが、ストーリー途中でスランプに陥ってしまう。ちとせには「マリリン」と呼ばれている。理佳とは仲が良いが、一見タイプの全く違う2人が仲が良いことを主人公も不思議がっている。演劇部所属。小説版では、理佳とともに出番がなかった。
名前は「お黙り」に由来。
生年月日は1986年8月14日、血液型はAB型。身長は168cm。趣味は絵画、社交ダンス、写真。
橘 恵美（たちばな えみ）
声：安田未央
実家は造り酒屋。日本文化を愛する大和撫子。優しくおしとやかで常に微笑みを絶やさず、落ち込んでいるところをあまり周囲に見せることもない。家庭的で面倒見が良く物事を一人でやり遂げようとするような芯の強さを併せ持つなど、歴代「大和撫子」キャラクターであった『1』の古式ゆかりや『2』の水無月琴子とは正反対のヒロイン。ただ、古式ゆかりの「お色気担当」と「天然な性格」はしっかり受け継いでいる。
日本古来の武芸（合気道、なぎなた、古式泳法等）が得意。実はかなりの巨乳で、水着姿は大胆にも肌色のビキニでそのグラマーなスタイルを惜しげもなく披露している。芹華、かずみと仲が良い。合気道部所属。下級生に慕われている。『2 Substories』に登場する橘吹雪との血縁関係はない。設定上では3歳年下の妹がいるが、登場はしない。
小説版では第2巻でわずかに登場するのみ（第1巻で彼女らしき人物が確認できるが、本人かは不明）。
生年月日は1987年2月6日、血液型はA型。身長は162cm。趣味は書道・生け花、スキー。
神条 芹華（しんじょう せりか）
声：皆川純子
クールでぶっきらぼうな女の子。昼寝が趣味で、屋上で昼寝をしていることがある。周りの人とかかわりたがらないが、橘恵美とは仲が良い。訳あって現在は一人暮らしをしている。コーヒーとオートバイ、編物が趣味。また、動物が好き。体を動かすことが得意で運動神経も高い。黒い色の服装が好み。部活は無所属。発掘ネタにも興味を持つ。ボーイッシュな喋り方が多い。
幼少時代から霊力が強いらしく、幽霊と話すことが可能だった。だがその力のために両親は国に誘拐され、自らも学校に住まう悪霊と戦うことになる。そのため、幽霊ネタでは全然怖がらない。時折主人公の前に怪我をした姿で現われたり、デートを突然キャンセルするのは悪霊が原因。なお、悪霊の総元締を倒した後は痛々しい怪我のグラフィックはなくなる。
小説版では第2巻でわずかに登場するのみ。
生年月日は1986年4月18日、血液型はA型。身長は164cm。趣味は昼寝、バイク、手芸。
渡井 かずみ（わたらい かずみ）
声：町井美紀
いつも元気で明るくノリのいい女の子。父子家庭で父親が病気で入院しており、その容態もよくない（小説版では拡張型心筋症を患っているという設定）。現在は親戚（小説版では叔父）の家に居候をしており、生活費のために色々なところでアルバイトに明け暮れ、多忙な毎日を送る。そのため、基本的に遠出してデートすることが出来ない。また、色々な場所の背景でバイト中の彼女が写っていることがある。料理が得意で、料理の話題なら尽きることがない。口癖は「おつかれー」。探検や発掘・釣りが好き。優紀子、恵美とは仲が良い。アルバイトで忙しいので部活は無所属。
小説版の第2巻では彼女がヒロインを務めている。また、ゲームでは一切面識がなかった和泉穂多琉と父の入院先の病院で知り合い、それ以降大の親友同士となっている。小説版では音痴という設定が追加されている。
生年月日は1986年12月5日、血液型はB型。身長は154cm。趣味は釣り、発掘。
和泉 穂多琉（いずみ ほたる）
声：片岡千珠
成績優秀でスポーツも万能のスーパーヒロイン。それだけに好みの男の子の理想も高い。性格は物静かで思慮深く、笑うことはめったに無い。紅茶が好き。裕福な家庭に育ち、ピアノが得意。部活はテニス部もしくは生徒会。高所恐怖症。
過去にバス転落事故により大怪我を負ったことがあり、その怪我の後遺症から何度も入退院を繰り返し手術を行っている（小説版ではその事故で負った破片が身体に残り、それが原因で後遺症が悪化しているため入退院を繰り返している設定）。場合によっては最終進路の際、死ぬこともある（但し、作中では明確な表現はない）。その事故で大切な友人を失っており、彼と遊んだ時の記憶が混同し主人公と彼を間違えることもある。
ホームページ「月の雫」を開設しており、「月夜見（つくよみ）」のハンドルネームを持つ。自分の作曲した曲を公開している。ネットサーフィンでたまたまページを見た主人公とメル友になり、その後彼女が「月の雫」で流れていた曲をピアノで弾いていたところに主人公が居合わせることになるが、最後まで主人公は本人だと確認することはない。友達はあまりいない模様。『POCKET』に登場する和泉恭子との血縁関係はない。
小説版では、渡井かずみの親友として第2巻にのみ登場する。
「琉」という漢字は実際の1986年当時、人名漢字としては使用できなかった。
開発時、最後の手術で「臓器移植のドナーとなる」という選択域があった。
生年月日は1986年10月12日、血液型はO型。身長は161cm。趣味は音楽、作曲、演奏、WEBサーフィン。
白鳥 正輝（しらとり まさき）
声：今村卓博
主人公の友人。二枚目でキザ、成績優秀、スポーツ万能というライバルキャラ。犬が大の苦手。見た目や発言とはうらはらに女性コンプレックスがあるらしい。優紀子と同じ部活に所属。そのため彼女を賭けて勝負をすることもある。
主人公が男性キャラクターを名前で呼んでいた前作までと異なり、主人公は卓男・正輝の2人のことは姓で呼んでいる。
小説版においては野球部のエースとして事件の中心人物になるなど見せ場が多い。また、優紀子との距離を縮めようとするが、彼女が坂井知公に想いを寄せていることを悟り、身を引くこととなる。
生年月日は1987年1月16日、血液型はAB型。
矢部 卓男（やべ たくお）
声：田中大文
主人公の友人。多趣味で話題が広い。特に写真が好き。太っていて眼鏡をかけており見た目はいわゆるオタク（「たくお」の読みは入れ替えると「おたく」であり、姓の「やべ」と組み合わせると「やべ（え）おたく」になる）のイメージだが、社交的な性格である。盗撮写真のホームページを所有している。天文部所属。成績はすこぶる悪い。
作中では女の子の情報の提供を拒否している描写があるが、小説版では正輝ほど見せ場は少ない（第1巻では名前のみ登場し、第2巻で少し出番があるのみ）ものの、かずみとの関係に悩む春人に対して迷いを吹っ切らせるために彼なりのやり方で勇気付けるなど、正輝より主人公に対する友情が篤いキャラクターとして描かれている。
生年月日は1986年11月19日、血液型はA型。

### サブキャラクター
ジョニーとボブ
声：不明
通販番組に出てくる2人組。スタートは「どうしたんだい? ジョニー。元気がないじゃないか」とボブがジョニーに問いかける事からスタートする。この時色っぽいお姉さんの声で商品名が紹介され、様々な商品を手に入れる事ができる。
試作機2号（しさくきにごう）
理佳が作った主人公とそっくりな容姿の等身大ロボット。違いは顔の皺が一本多いだけで、そのため製作した本人も間違えてしまう。行状は不明だが高い身体能力を発揮して周囲を呆れさせ、そのため主人公が詰問される羽目になる。1号は主人公とそっくりな点は共通だが小形ロボットである。1号・2号とも作中では3DCGで描かれている。
森（もり）
声：不明
恵美の合気道部の後輩である女子生徒。苗字以外は一切不明だが、レギュラーキャラクターと同様の3DCGで描かれている。
駄菓子屋のおばあさん
声：不明
牧原優紀子の攻略過程で登場する、もえぎの市で駄菓子屋を営む女性。本名不明。度々店にお菓子を買いにくる優紀子を可愛がり、彼女も本当の祖母のように慕う心優しい人物。優紀子に誘われて遊びに来た主人公をお前呼ばわりするが、根では彼を可愛がっている。元気なふりをしているが身体が弱く、優紀子の攻略過程を進めると病気が原因でこの世を去る。だが優紀子と主人公に手紙を残しており、それを読んだ優紀子に「ある決意と勇気」を与えることになる。もえぎの高校の卒業生。

### ノベライズに登場するキャラクター
坂井 知公（さかい ともきみ）
第1巻に登場する、牧原優紀子の恋愛対象者。もえぎの高校生徒会長。優紀子とは、小学校・中学校からの同級生。当時は親しくなかったが、高校入学時に仲良くなった。てきぱきと生徒会の仕事をこなす有能な会長。お菓子作りが趣味で、優紀子を凌ぐほどの腕前を持つ。またパソコンの知識や扱い方にも詳しく、作中に登場するもえぎの高校生徒会ホームページは彼が作ったもの。優紀子に「トモくん」と呼ばれている。第2巻には名前のみ登場する。
ゲーム本編の主人公と同じ立場である。
新川 春人（あらかわ はるひと）
第2巻に登場する、渡井かずみの恋愛対象者。かずみのクラスメイト。進路が決まらないことからファミレスのアルバイトをすることになり、そこでかずみと知り合う。根性はあるが要領が悪く、意固地なところがありかずみの手を焼かせる。成績はそこそこ優秀。秋一という名前の兄がおり、昔は兄弟仲は良かったが、両親や周りから優秀な兄とよく比較されることが原因でコンプレックスを抱いており、彼を避けている。卓男と仲が良い。
ゲーム本編にモデルがいない、ノベライズ版オリジナルキャラクター。
鑓水 三咲（やりみず みさき）
第1巻に登場する、もえぎの高校の野球部マネージャー。優紀子や知公達より1学年下で、マネージャーの仕事を完璧にこなす優紀子に憧れている。重労働である野球部の仕事を見事にこなして優紀子を助けている。もえぎの高校の入学願書を届けるために学校を訪れた際に道がわからなくなり、傍を通りかかった正輝に助けられたことから彼に好意を抱くようになる。マネージャーになったのも正輝に近づくためである。控えめな性格ではあるが、芯はしっかりしている。
ナンバリングシリーズのノベライズ版では初となる、ライバルキャラに対する救済用オリジナルヒロイン。
かずみの父
第2巻に登場する、渡井かずみの父。名前は不明。かずみが幼い頃に妻を病気で亡くし、それ以来男手一つで彼女を育ててきた。画家であり、腕前もプロ級。かずみが中学生の頃に拡張型心筋症を患い、もえぎの市の病院に入院している。
かずみの母
第2巻の回想シーンにのみ登場する、渡井かずみの母。名前や旧姓は不明。かずみが幼い頃に病死している。夫曰く和風美人で、散歩・桜の花・演歌が好きだったとのこと。中でも演歌は特に好きであり、桜の樹の下で娘のかずみにもよく聞かせていたが、本人は音痴であり悲しい歌も陽気な歌に変えてしまうほどだったらしく、かずみの音痴は彼女譲りであることがわかる。
渡井 柚子（わたらい ゆずこ）
第2巻に登場する、渡井かずみのおば。さっぱりした明るい性格で、かずみの良き理解者。夫との間に子供がいないことから、居候しているかずみを本当の娘のように思っている。渡井家に嫁いだ身であるため、かずみとの血縁関係はない。旧姓は不明。女子高出身。
新川 秋一（あらかわ しゅういち）
第2巻に登場する、新川春人の兄。春人より6歳上。医大の大学院を卒業したばかりの研修医であり、専門は外科。温厚な性格で、若いながらも患者を安心させる包容力を持つ。眼鏡をかけている。昔は春人と仲が良かったが、春人曰く「何事も完璧にこなす兄」だったため、そのため自身と比較されコンプレックスを抱く弟を気にかけているが、避けられている。

## 主題歌
主題歌：ZARD（B-Gram RECORDS）
オープニングテーマ「Seven Rainbow」
作詞 坂井泉水 作曲：徳永暁人 編曲：徳永暁人
スウィートエンディングテーマ「hero」
作詞 坂井泉水 作曲：大野愛果 編曲：大賀好修
※本作ではいわゆるグッドエンディングを「スウィートエンディング」という。
ビターエンディングテーマ 「抱きしめていて」
作詞：坂井泉水 作曲：徳永暁人 編曲：徳永暁人
※本作ではいわゆるバッドエンディングを「ビターエンディング」という。
- いずれも『ときめきメモリアル SOUND BLEND 〜featuring ZARD〜』（2002年1月30日発売）に収録。
- オープニングテーマのSeven Rainbowは、ときめきメモリアル SOUND BLEND 〜featuring ZARD〜収録バージョン（編曲：徳永暁人、Perry Geyer）とはアレンジがやや異なる。
- 「Seven Rainbow」「抱きしめていて」は、後に2002年5月のシングル「さわやかな君の気持ち」のC/Wで収録された。
- 「hero」は2001年2月のアルバム『時間の翼』に収録されていたものである。

## 評価
『ときめきメモリアル』シリーズは、1994年のPCエンジン版『ときめきメモリアル』の発売から、1995年のPS版での大ブレイクを経てコナミを代表する主力コンテンツとして発展していた。1999年の『ドラマシリーズVol.3 旅立ちの詩』発売によってシリーズに区切りがつけられてからも人気は衰えず、同年秋に送り出された新シリーズ『ときめきメモリアル2』もソフト及び関連商品が安定した販売実績を上げていた。
しかし、それまでの販売戦略はあくまでもコアなゲーマーや熱狂的なファンへ向けたものでしかなく、俗にライトユーザーと呼ばれる一般購買層に「ときめきメモリアル」のブランドが浸透するまでには至らなかった。そこでコナミはこのブランドを一般購買層に普及させるべく、最新作の開発に入った。

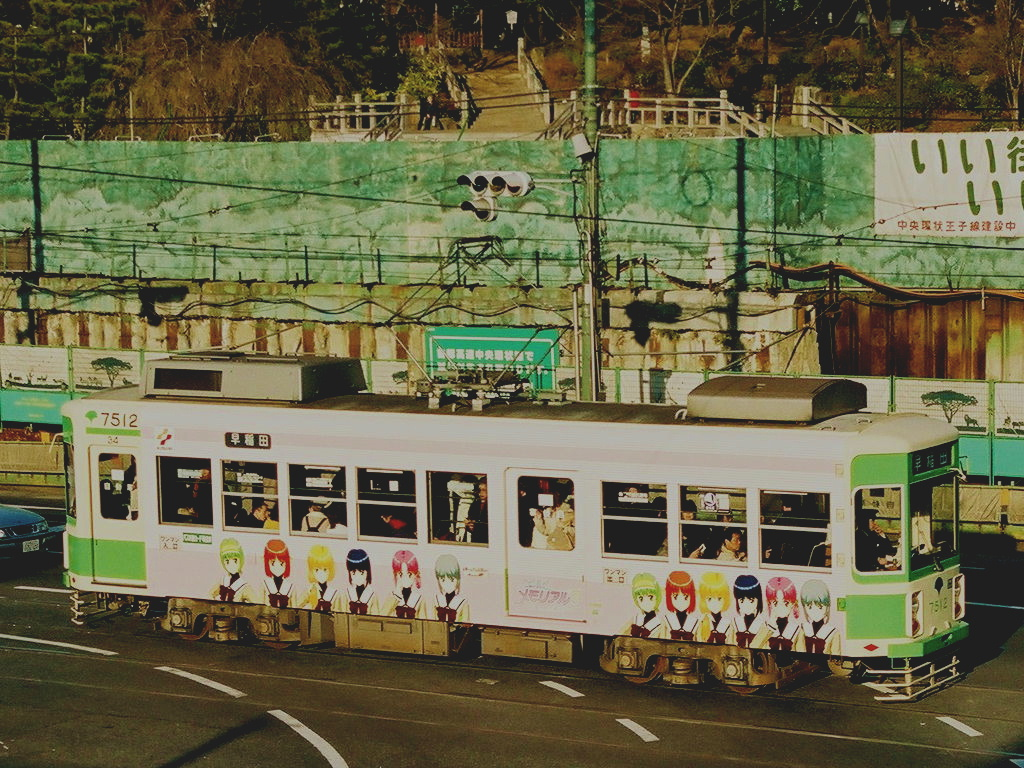
ラッピング広告がされた都電車両（2002年1月撮影）。

かくして今作『ときめきメモリアル3』はテレビ番組とのタイアップキャンペーン、史上初のゲームファンドの募集による個人投資家へのアピール、テーマソングの歌い手に有名アーティストのZARDを起用、都電・都バスでのラッピング広告展開などのライトユーザー向けアピールや動くキャラクターの採用や新システムの導入等に取り組んだ意欲作となった。
今作は前作に続き、メタルユーキこと斎藤幹雄が最高責任者となり、  
前作の開発が長期化し、発売から2年経過しての発売に、ユーザーの見方は賛否両論に分かれた。
惰性による製作ではなく、原点回帰という手法でギャルゲーを一般的な娯楽に仕上げようとした今作ではあったが、キャラの表情や輪郭の不釣り合いや仕草の単調さに加え、攻略の困難さ・プレイ時間の長期化・イベントの少なさとそれに伴う性急なシナリオ展開など多くの問題点をはらんでいた。店頭での実売価格は発売後すぐに暴落し、最終的に発売後180日での出荷本数が約20万本と前々作、前作と比べて伸び悩むことになった。結局、新規、ライトユーザーは呼び込めず、コアユーザーからの支持も若干ではあるが離れてしまい、二兎を追って一兎も得ず、という結果になってしまった。前述のファンドによる開発資金集めなども、あまり過剰な作品の世間一般への露出を嫌うコアユーザーからの反感を買うことになってしまった。コナミの恋愛シミュレーションゲームファンへの理解の浅さが露呈してしまったことが、失速の原因となってしまった。
今作の出荷本数の伸び悩みは、ファンドの償還額がゲームの出荷本数に依存していたゲームファンドの償還を危うくした。コナミはもう一本のファンド対象ソフトである女性ファン向けタイトル『ときめきメモリアル Girl's Side』を、有名な声優を多数起用し、ある程度の出荷本数が見込める作品として発売した。その結果、『Girl's Side』は発売後180日での出荷本数が約15万本と、これまでの女性向けゲームソフトの標準を大幅に上回る記録的な成功を収めた。『Girl's Side』の成功によりファンドはかろうじて元本を上回って償還できたが、実際には手数料と消費税を払うと元本割れであった（ゲームファンド ときめきメモリアル#結果を参照）。

## サブタイトル
本作のサブタイトルは『約束のあの場所で』だが、このタイトルは発売前の2001年8月31日にフジテレビのテレビ番組『プレゼンタイガー』で決定されたものである。
この番組で候補にあがったのが「約束のあの場所で」と「The Last Confession」（「最後の告白」の意）であり、前者が採用された。後者は、ラストと思わせておいて続きを発売すればファンを安心させられるといった理由で命名されたものであると主張されていた。
なお、「約束のあの場所」というのはゲーム内のヒロインの優紀子のルートを進めていくと約束の内容と場所が明かされる。

## その他
本作に登場するデートスポットなどは前2作の登場人物、あるいはそれに因んだ名称のものが多い。その例を以下に記す。
- スキー場「白雪スキー場」（『2』の白雪美帆・真帆から）
- 電気街「真世界通り」（『1』で紐緒結奈が開発するロボット「真・世界征服ロボ」から）
- 小劇場の演目「ゆうことゆかり」（『ドラマシリーズ』で朝日奈夕子と古式ゆかりにより結成されていたコンビ名より）
- ペットショップ「メグ」（『1』の動物好きなキャラクター、美樹原愛の愛称から）
- カラオケ「KARAOKE AYA」（『1』の片桐彩子から）
- 小劇場「シアターミオ」（『1』の如月未緒から）
- ブティック「Boutique MIRA」（『1』の鏡魅羅から）
- CDショップ「フジサキ電気ソフト館」（『1』の藤崎詩織から）
- 爆裂山（『2』の舞台ひびきの高校の校長、爆裂山和美から）
- 野咲高原牧場（『2』の隠しキャラクター、野咲すみれから）
- 華澄湖（『2』の麻生華澄から）
- 美樹ノ原動物園（『1』の美樹原愛から）

PlayStation 3（20GBモデル・60GBモデル）で本作をプレイすると、フリーズなどの不具合が発生することがソニー・コンピュータエンタテインメントから発表された（詳細）。なお、PS3システムソフトウェアバージョン1.81にてこの不具合は改善された。

## ノベライズ
- ときめきメモリアル3〜約束のあの場所で〜（1）（2002年3月発売） ISBN 4-8402-2067-0
- ときめきメモリアル3〜約束のあの場所で〜（2）（2002年5月発売） ISBN 4-8402-2104-9

いずれも電撃G's文庫（メディアワークス・現、アスキー・メディアワークス）発行。著者は『2』のノベライズと同じく今田隆文、イラストはコナミオフィシャル。
基本的にゲーム本編の内容を元に執筆されているが、小説用に一部アレンジが加えられており、設定が本編と若干異なる部分もある（主な例を挙げれば、本編では面識がない渡井かずみと和泉穂多琉が作中では友人同士である点）。またゲームや『2』のノベライズではなかった、ライバルキャラに対する救済用オリジナルヒロインが描かれている。2冊とも同じ世界観で書かれているが、作中の時系列は異なる（第1巻は高校3年の春、第2巻は高校卒業間近の冬）。第1巻では牧原優紀子に、第2巻では渡井かずみにそれぞれスポットが当てられている。なお、坂井知公（本編の主人公と同じ立場）と新川春人（本編にモデル無し）という小説版オリジナルキャラクターをそれぞれの恋愛の対象者として登場させている。

### あらすじ
第1巻
牧原優紀子はその心優しい性格から、女子・男子問わずに好かれる人気者。特に男子からは何度もデートの誘いを受けるほど。しかし、優紀子は異性と話をするのが苦手というより怖かった。10年前にいじめられているところを助けてくれた、坂井知公を除いては。その知公とも「友達以上」の関係には至っていない。
優しさの隣に同居する臆病さ。そんな自分を変えたかった優紀子に、思ってもみなかった転機が訪れる……。
第2巻
渡井かずみの高校生活は、まさにバイト一色だった。ファミレスのウェイトレスや遊園地のモギリ、アニメキャラの着ぐるみ…エトセトラ。おかげで、年頃相応の恋愛なんてかずみにとってはまるで別世界の話だ。そんな日々ももうすぐ終わり就職先も決まって卒業を間近に控えたある日、バイト先のファミレスに新人の高校生が入ってきた。根性はあるようだが要領の悪い彼を一人前にする…それを最後の仕事にしようと心に決めたかずみ。
しかし、同い年で妙に意固地なところがある彼になかなか手を焼かされて……。

## 関連商品

### CD
- ときめきメモリアル3 オリジナルサウンドトラック
- ときめきメモリアル3 はじめまして！
- ときめきメモリアル3 もえぎの音楽だより 第一集
- ときめきメモリアル3 もえぎの音楽だより 第二集
- ときめきメモリアル3 もえぎの音楽だより 第三集
- ときめきメモリアル3 もえぎのピアノ音楽集
- もっと!モット!ときめき2001/さくらの季節